# Mike Sancimino
Mike Sancimino (né le 15 février 1974 à Warren, au Michigan aux États-Unis) est un joueur professionnel américain de hockey sur glace.

## Carrière de joueur
Il se joint au Big Red de Cornell pour quatre saisons avant de passer chez les professionnels en 1996-1997. Il évolue alors avec les Riverfrogs de Louisville dans l'ECHL pour les deux saisons qui suivirent. En 1998-1999, il commence la saison avec les Matadors de Miami avant de passer aux Tiger Sharks de Tallahassee plus tard en cours de l'année.

## Statistiques
| Saison    | Équipe                      | Ligue |    | Saison régulière | Saison régulière | Saison régulière | Saison régulière | Saison régulière |   | Séries éliminatoires | Séries éliminatoires | Séries éliminatoires | Séries éliminatoires | Séries éliminatoires |
| Saison    | Équipe                      | Ligue | PJ | B                | A                | Pts              | Pun              | PJ               | B | A                    | Pts                  | Pun                  |                      |                      |
| 1992-1993 | Big Red de Cornell          | NCAA  | 14 | 3                | 5                | 8                | 18               | -                | - | -                    | -                    | -                    |                      |                      |
| 1993-1994 | Big Red de Cornell          | NCAA  | 28 | 12               | 18               | 30               | 42               | -                | - | -                    | -                    | -                    |                      |                      |
| 1994-1995 | Big Red de Cornell          | NCAA  | 30 | 9                | 19               | 28               | 34               | -                | - | -                    | -                    | -                    |                      |                      |
| 1995-1996 | Big Red de Cornell          | NCAA  | 33 | 10               | 19               | 29               | 53               | -                | - | -                    | -                    | -                    |                      |                      |
| 1996-1997 | Riverfrogs de Louisville    | ECHL  | 70 | 28               | 33               | 61               | 58               | -                | - | -                    | -                    | -                    |                      |                      |
| 1997-1998 | Riverfrogs de Louisville    | ECHL  | 70 | 14               | 37               | 51               | 84               | -                | - | -                    | -                    | -                    |                      |                      |
| 1998-1999 | Matadors de Miami           | ECHL  | 11 | 4                | 3                | 7                | 12               | -                | - | -                    | -                    | -                    |                      |                      |
| 1998-1999 | Tiger Sharks de Tallahassee | ECHL  | 45 | 6                | 9                | 15               | 51               | -                | - | -                    | -                    | -                    |                      |                      |